# Royal Afghan Air Force
La Royal Afghan Air Force (AMAA) fu la designazione internazionale in lingua inglese assunta dall'aeronautica militare del Regno dell'Afghanistan dal 1948 al 1973.

## Storia
Dal 1948 al 1973, l'Aeronautica ebbe come dicitura Aeronautica Militare Reale Afghana (in inglese Royal Afghan Air Force).
Nel 1960, l'aeronautica disponeva di circa 100 velivoli, compresi i caccia Mikoyan-Gurevich MiG-15, Ilyushin Il-28 da bombardamento, aerei da trasporto Antonov ed elicotteri. Inoltre molti nuovi piloti, si stavano addestrando negli USA, in URSS, India e in Paesi europei.
Nel 1973 vi fu il colpo di Stato, e l'aviazione militare venne rinominata Aeronautica Militare Repubblicana Afghana (Afghan Republic Air Force).